# Punkjävlar
Punkjävlar (på dansk: Punkdjævle) er en sang af Eddie Meduza. Sangen kan findes på singlen med samme navn fra 1978 og albummet Eddie Meduza & Roarin' Cadillacs fra 1979. Soloen på sangen blev spillet af John Norum, der senere blev guitarist i Europe. Sangen vittigheder om punkmusik, og Johnny Rotten fra Sex Pistols nævnes i teksten.
I Aftonbladet blev "Punkjävlar" kåret til Eddie Meduzas femte bedste sang. I en uofficiel afstemning fra sommeren 2002 om Eddie Meduzas 100 bedste sange endte "Punkjävlar" på tolvte plads.

## Baggrund
I et interview fra radioprogrammet Curry Curry i Sveriges Radio P3 siger Norstedt, at han syntes, at punkerne så dumme ud med deres sikkerhedsnåler i kinderne. Så han fik ideen til sangen og forestillede sig en vaktmester, der bjeffer et par punkere.

## Bagsiden af singlen
Bagsiden af singlen indeholder sangen "Oh, What A Cadillac" der handler om en mand med en Cadillac da finder sig en pige som godt kan lide hans bil.

## Original version
Sangen kom først på kassetten E. Hitler & Luftwaffe Nr. 2 fra 1977. Den havde en grovere tekst end den version, han senere indspillede under navnet Eddie Meduza & The Roarin' Cadillacs. "Punkjävlar" blev den første single udgivet af Errol Norstedt under navnet Eddie Meduza.